# 和碩恪純公主
和碩恪純公主（わせきかくじゅんこうしゅ、1642年1月7日 - 1705年）は、清の太宗ホンタイジの十四女。母は庶妃（側女）のキレイ（奇塁）氏（Kirei hala）。

## 生涯
崇徳6年12月7日（1642年1月7日）に生まれた。初め、和碩公主に封ぜられた。順治9年（1653年）、昭聖皇太后により、呉三桂の息子の呉応熊と政略結婚した。順治16年12月（西暦で1661年）、和碩建寧長公主に進封された。その後、和碩恪純長公主に改められた。
康熙12年（1673年）12月、呉三桂が反乱を起こすと呉応熊は逮捕された。康熙14年（1675年）4月13日、呉応熊と長男の呉世霖は処刑され、他の幼児は死刑を免じられた。その後、甥の康熙帝は公主に「謀叛人のために疲れたろう」と詔して慰めた。次男の呉世璠は康熙17年（洪化元年、1678年）に呉周の皇帝として即位したが、康熙20年（洪化4年、1681年）に清軍に昆明が包囲される中、自ら縊死した。
康熙43年12月（西暦で1705年）、公主は薨去した。

## 男子
- 呉世霖
- 呉世璠

## 登場作品
- 『鹿鼎記』：建寧公主。康熙帝の妹に設定されている。